# 针叶苋属
针叶苋属（学名：Trichurus）是苋科下的一个属，为多年生草本植物。该属仅有针叶苋（Trichurus monsoniae）一种，分布于越南、泰国、印度及斯里兰卡。